# 51 Nemausa
Nemausa (asteroide 51) é um asteroide da cintura principal com um diâmetro de 147,86 quilómetros, a 2,20838692 UA. Possui uma excentricidade de 0,06648035 e um período orbital de 1 329 dias (3,64 anos).
Nemausa tem uma velocidade orbital média de 19,36497287 km/s e uma inclinação de 9,97140571º.
Este asteroide foi descoberto em 22 de Janeiro de 1858 por Joseph Jean Pierre Laurent. Seu nome vem do personagem da mitologia celta Nemauso e da cidade de Nemauso.